# Ultimo - Caccia ai Narcos
Ultimo - Caccia ai Narcos è una miniserie televisiva italiana trasmessa su Canale 5 il 19 e 20 dicembre 2018. È la quinta miniserie dedicata alle vicissitudini di Ultimo.

## Trama
Un gruppo di carabinieri per fermare l’alleanza tra 'Ndrangheta e cartelli messicani, che rischia di inondare di cocaina l’Europa, a Tijuana si era messo sulle tracce del Cobra, capo del cartello degli Zetas, un gruppo di ex militari appartenenti alle forze speciali; l’operazione era però stata scoperta e i carabinieri barbaramente trucidati. Così Adriana Ciampi, un’alta funzionaria dell’Interpol, chiede a Ultimo di proseguire la missione tragicamente conclusa. Dopo aver creato una piccola squadra di carabinieri formata da Lucio, Nick e Giulia che lo aiuteranno nella sua missione sotto copertura, Ultimo spacciandosi per Salvatore Artini, proprietario di una ditta import/export, vuole sostituirsi a Rosario Lampada, nipote di un boss della 'Ndrangheta in affari con El Cobra, guadagnandosi la fiducia di Laura Zunida Aguilar, la sua donna che soggiorna a Roma insieme al figlio Santiago, membro di Anonymous e tossicodipendente. Con un espediente Ultimo fa arrestare Rosario facendolo passare per informatore della polizia ma questo appena rilasciato viene ucciso da suo zio Carmine. Laura si fida e decide di portare in Messico Ultimo, seguito dai suoi uomini, e gli fa conoscere El Cobra. La rete di amici di Santiago viene scoperta e annientata, Lucio e Giulia insieme ad altri colleghi vengono uccisi dagli Zetas mentre Nick e il commissario Monica Carvajal vengono salvati da Ultimo e lo stesso Santiago viene fatto fuori nonostante la promessa fatta dal Cobra a Laura di risparmiarlo. El Cobra si fida ancora di Ultimo e lo informa del carico di droga che arriverà a Civitavecchia e che lui stesso consegnerà al capo della 'ndrangheta. I carabinieri tornano così in Italia per prepararsi ma l'operazione fallisce al porto dato che interviene la polizia su soffiata di Laura che viene sequestrata dal Cobra mentre Ultimo riesce a scappare: in realtà il Cobra ha fatto arrivare il vero carico da un'altra parte, messo al corrente da tempo dal commissario Carvajal della copertura di Ultimo. Il colonnello però aveva intuito il doppio gioco della donna e aveva appeso un rilevatore al collare del suo cane. I carabinieri la localizzano e interrompono il summit tra El Cobra e Don Carmine Lampada in un casolare di campagna: la Carvajal e Lampada vengono arrestati, gli Zetas e i calabresi eliminati mentre Ultimo si scontra con El Cobra riuscendo a ucciderlo con un coltello.

## Personaggi
- Colonnello Roberto Di Stefano, detto "Ultimo" (Raoul Bova)
- Laura Zunida Aguilar (Nerea Barros)
- El Cobra (Ruben Zamora)
- Santiago (Josè Dammert)
- Capitano Lucio De Gregorio (Alberto Basaluzzo)
- Nick (Luca Fiamenghi)
- Giulia (Giusy Loschiavo)
- Commissario Monica Carvajal (Mayra Hermosillo)
- Zetaro (Pedro Hernandez Cruz)
- Rosario Lampada (Pier Giorgio Bellocchio)
- Carmine Lampada (Turi Catanzaro)

## Ascolti
| 1 | 19 dicembre 2018 | 3.319.000 | 15,17% |
| 2 | 20 dicembre 2018 | 3.334.000 | 16,18% |

## La saga
- 1998 - Ultimo
- 1999 - Ultimo - La sfida
- 2004 - Ultimo - L'infiltrato
- 2013 - Ultimo - L'occhio del falco
- 2018 - Ultimo - Caccia ai Narcos